# Schweißschlacke

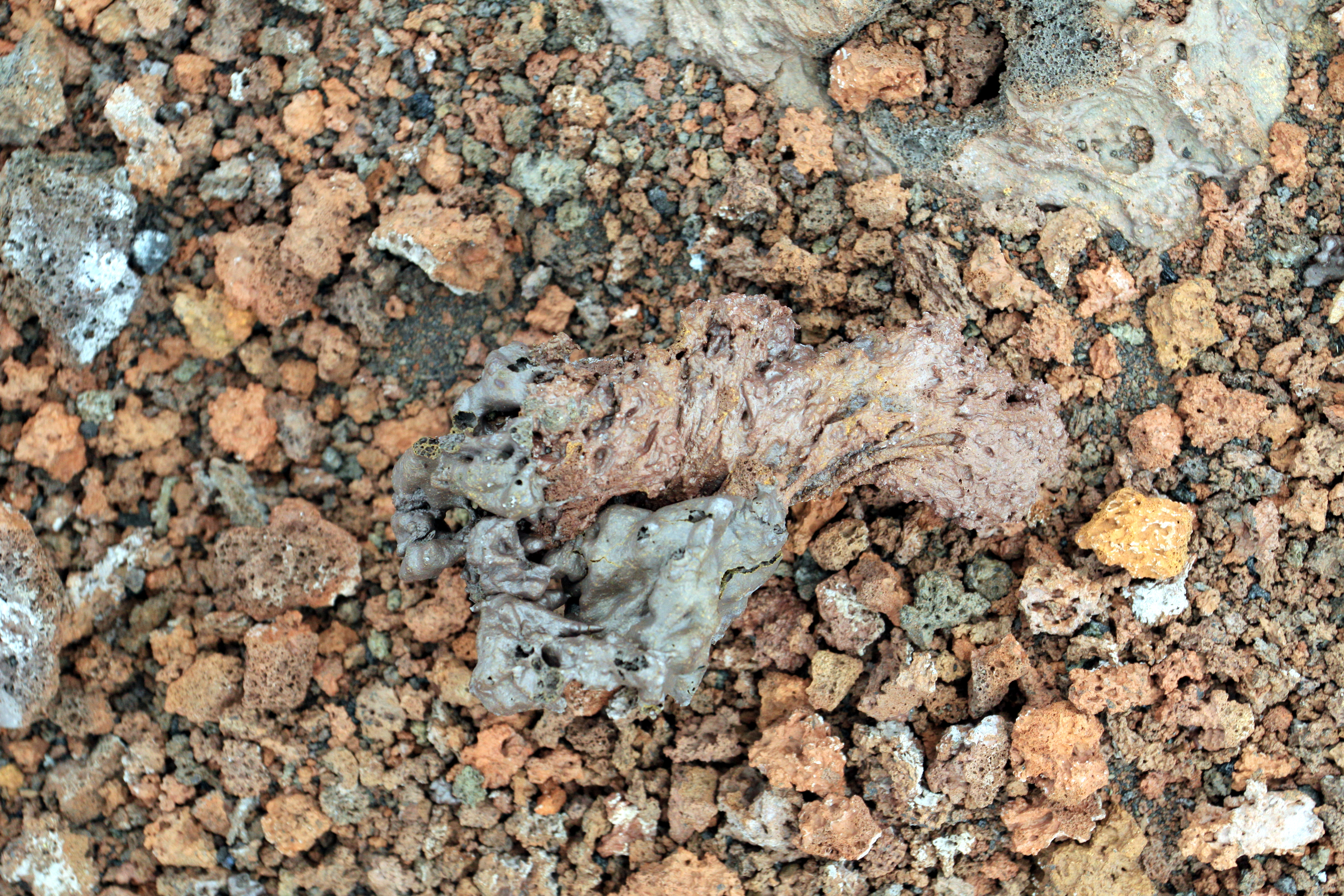
Schweißschlacke umgeben von Lapilli

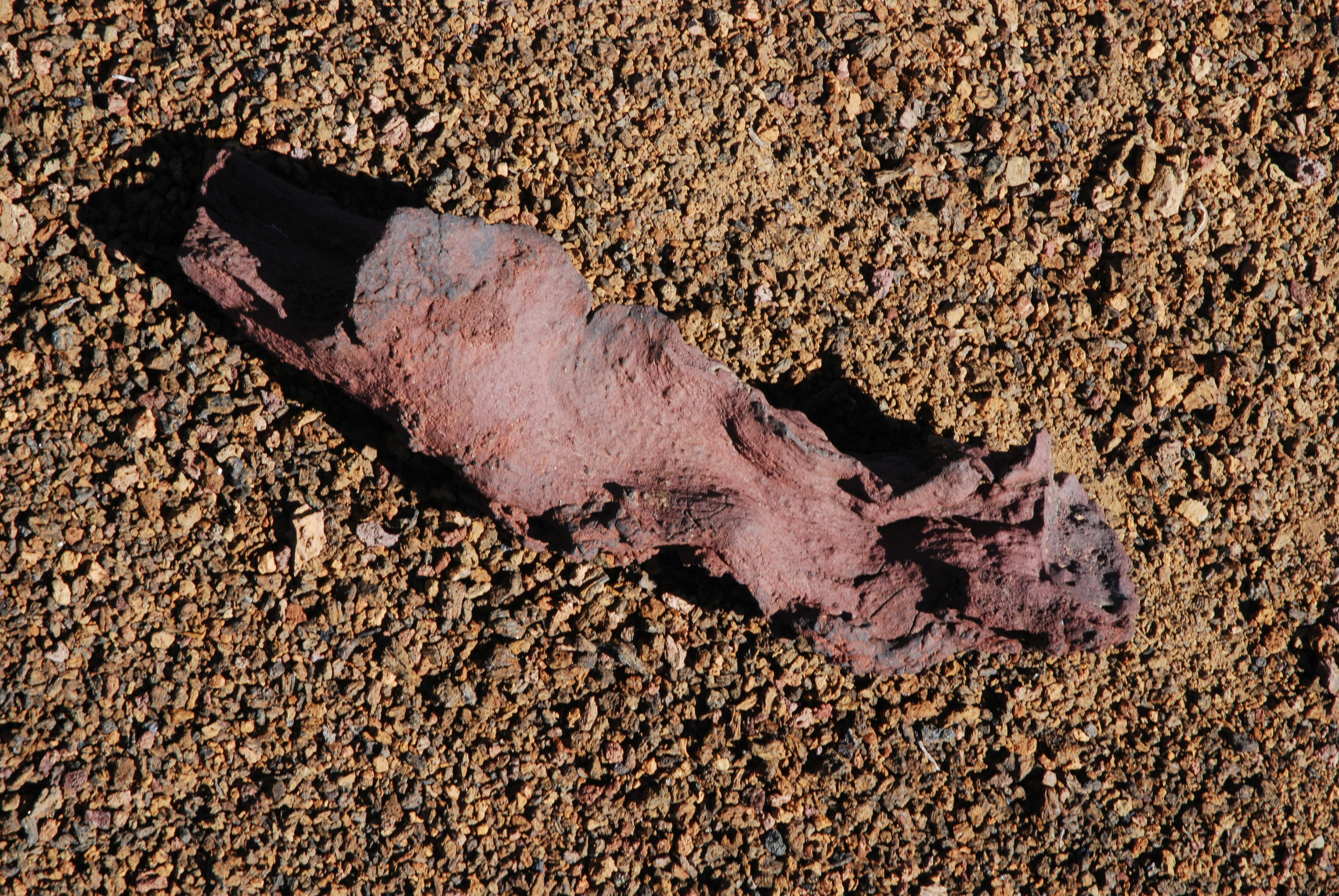
Schweißschlackenbombe umgeben von Lapilli, La Palma

Schweißschlacke (engl. je nach Zusammenhang spatter) ist ein älterer, terminologisch nicht korrekter Begriff für ein vulkanisches Auswurfmaterial und eine daraus gebildete spezielle Form der pyroklastischen Fallablagerung. Die Ablagerungen bestehen aus ausgeschleuderten, im Gegensatz zur Wurfschlacke glutflüssigen Lavafetzen, die auf dem Kraterrand zusammenkleben, also „zusammengeschweißt“ werden, und so zu Aufbau und Wachstum eines Schweißschlackenkegels beitragen.
Der Begriff ‚-schlacke‘ ist dabei aber ebenso irreführend wie vulkanische Asche, da beide nichts mit Restprodukten einer Verbrennung zu tun haben. In der neueren Terminologie der Pyroklasten bzw. der pyroklastischen Ablagerungen gehört die Schweißschlacke zu den Agglomeraten, da sie zu über 75 % aus vulkanischen Bomben besteht.
Wird die Schweißschlacke in größeren Mengen ausgeworfen, wie bei Lavafontainen, so bilden sich Schweißschlackenkegel wie der Eldborg auf Island.